# Patrick's Cove
Patrick's Cove is een plaats in de Canadese provincie Newfoundland en Labrador. Het gehucht bevindt zich in het zuidoosten van het eiland Newfoundland en maakt deel uit van het local service district Patrick's Cove-Angels Cove.

## Geografie
Patrick's Cove bevindt zich aan de westkust van Avalon, het zuidoostelijke schiereiland van Newfoundland. De plaats is gelegen aan de oevers van de Placentia Bay, meer bepaald aan een kleine cove met dezelfde naam. De nederzetting is gebouwd in het dal van het riviertje Patricks Cove Brook, dat ter hoogte van het dorp in zee uitmondt.
De gemeentevrije plaats bevindt zich in de kustregio Cape Shore en is bereikbaar via provinciale route 100. Ze ligt 5 km ten noorden van Angels Cove en 3 km ten zuiden van Gooseberry Cove.

## Geschiedenis
De plaats werd, net zoals de andere nederzettingen aan de Cape Shore, in de eerste helft van de 19e eeuw gesticht door Ierse immigranten. In 1857 was Patrick's Cove een gehucht bestaande uit amper drie huizen. In de jaren 1920 telde plaats reeds meer dan 20 huizen.
De plaats kreeg in 1985 voor het eerst een beperkte vorm van lokaal bestuur doordat ze tezamen met kleinere buurdorp Angels Cove deel ging uitmaken van het local service district Patrick's Cove-Angels Cove.

## Demografie
In 1921 waren er 21 huishoudens die tezamen 92 inwoners telden. De plaats kende een groei en in 1935 waren er reeds 28 huishoudens, wonend in 26 huizen, voor een totaal van 109 inwoners. In 1945 waren er maar 23 huishoudens meer, al was de bevolkingsomvang wel gestegen naar 132.
Volgens de volkstellingen van zowel 1921, 1935 als 1945 hadden alle gezinshoofden van het dorp de familienaam McGrath.
Tussen 1991 en 1996 daalde de bevolkingsomvang van Patrick's Cove van 127 naar 99 inwoners. In de jaren erna werden er enkel nog demografische data verzameld voor de designated place Patrick's Cove-Angels Cove, die sinds de jaren 90 een sterke demografische achteruitgang kende.

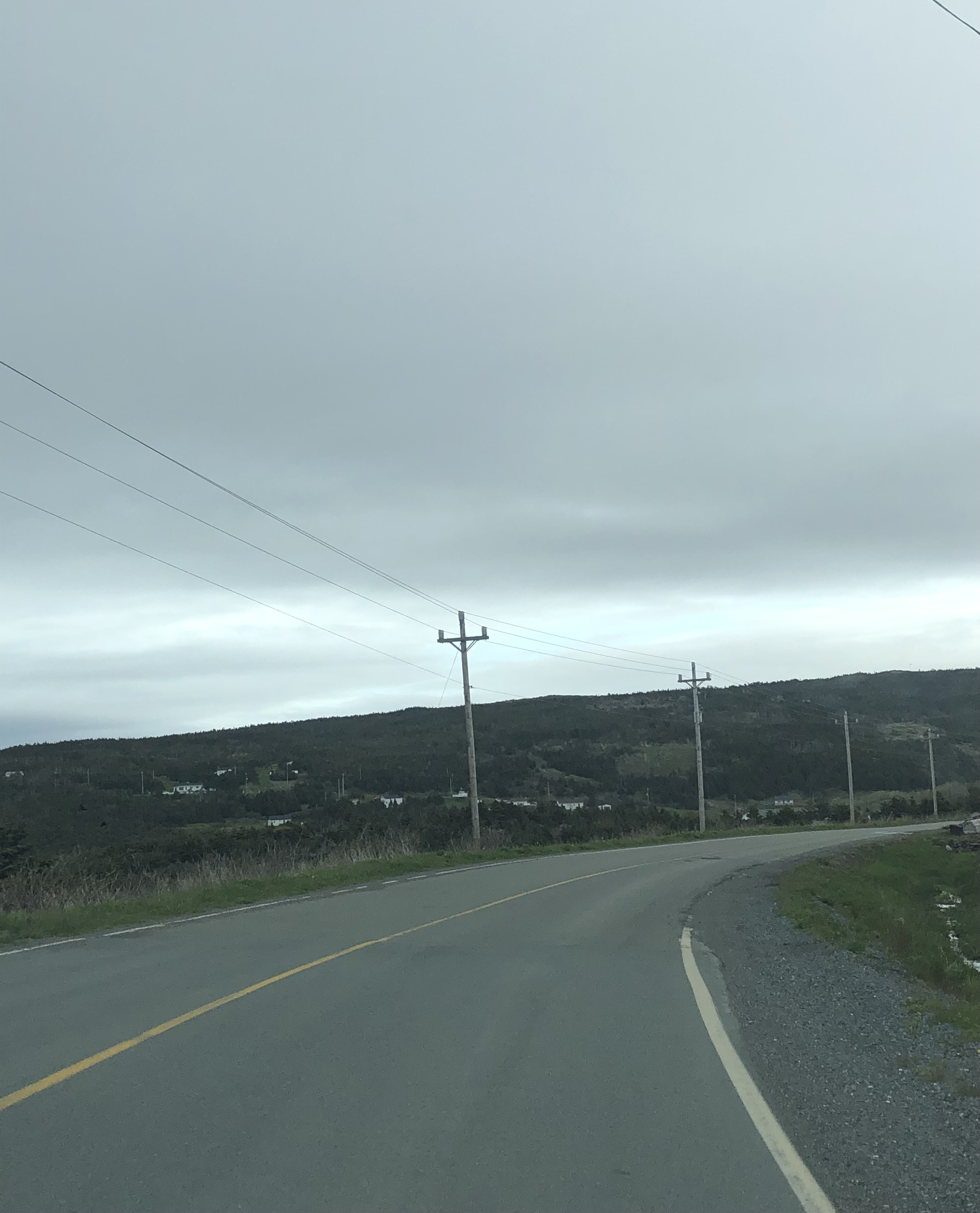
Zicht op Patrick's Cove in de verte, bij het binnenrijden vanuit het zuiden